# Abajur Tiffany

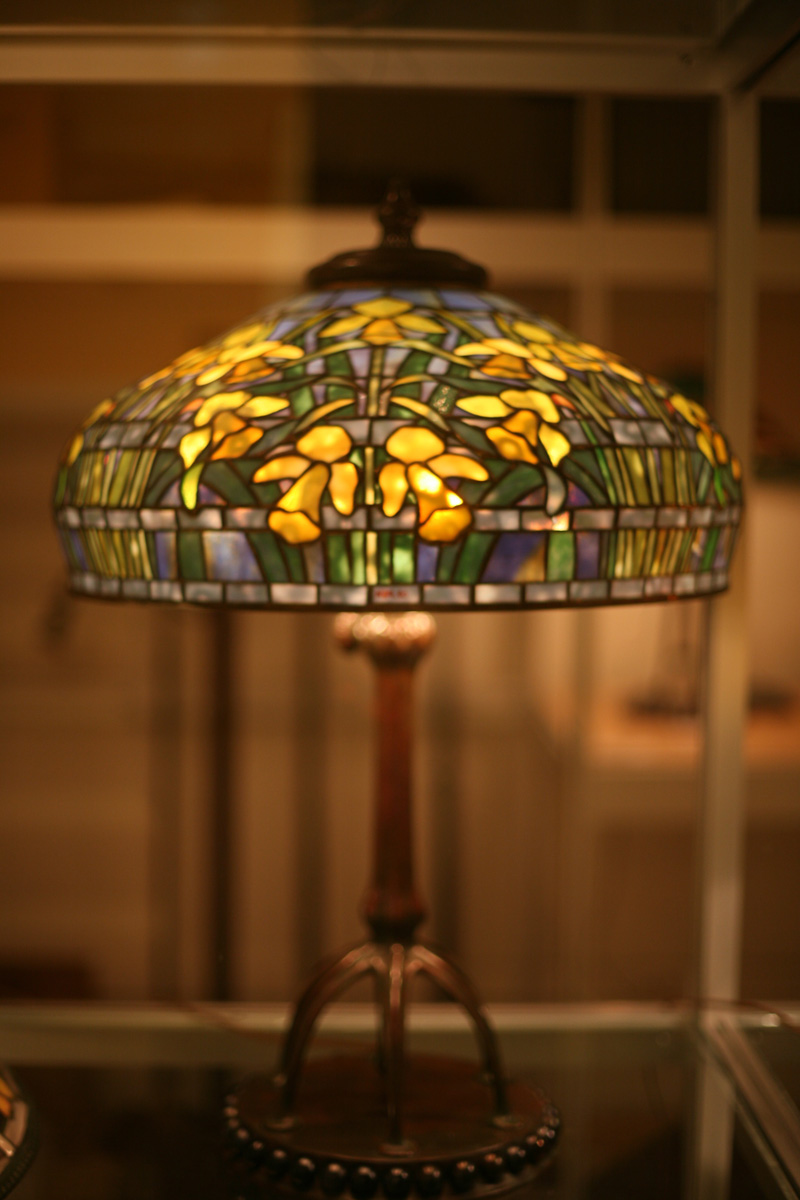
Um abajur Tiffany

Um abajur Tiffany é um tipo de abajur feito de diferentes tonalidades de vidro. 
Considerado parte do movimento de Art Nouveau, o primeiro abajur desse tipo foi criado por volta de 1895, pelo designer norte-americano Louis Comfort Tiffany, que utilizou a técnica de envolver peças de vidro em uma fita de cobre, para serem depois estanhadas e soldadas entre si.